# یوری اولینیک
یوری اولینیک (اوکراینی: Юрій Олійник؛ ۱ دسامبر ۱۹۳۱ – ۱۳ سپتامبر ۲۰۲۱) موسیقی‌دان، آهنگساز، مربی موسیقی، و نوازنده پیانو اهل اوکراین بود.